# Nya Zeeland (dominion)

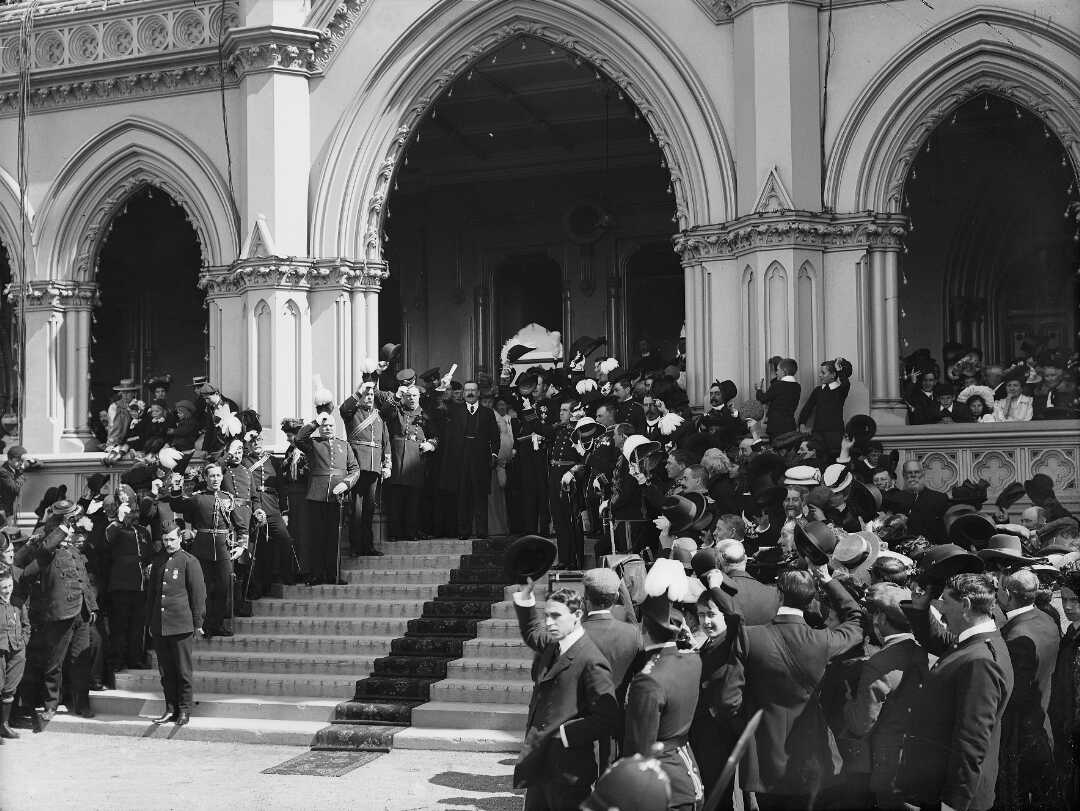
William Plunket förklarar Nya Zeeland som dominion 1907.

Nya Zeeland (engelska: Dominion of New Zealand) var en statsbildning i Oceanien som ursprungligen administrerades från New South Wales. Det blev en brittisk koloni 1841. Kolonin fick ett stort mått av självstyre efter nyzeeländska regeringsformen 1852. Nya Zeeland valde att inte delta i Federationen Australien och åtog sig fullständigt självstyrelse som dominion den 26 september 1907, Dominion Day, med ett tillkännagivande av kung Edward VII.